# Longirod
Longirod este un oraș în Elveția.